# Halt mich
Halt mich ist ein Lied des deutschen Pop-Rock-Musikers Herbert Grönemeyer aus dem Jahr 1988.

## Entstehung und Veröffentlichung
Halt mich wurde vom Interpreten selbst geschrieben und neben ihm auch von Norbert Hamm produziert.
Die Erstveröffentlichung von Halt mich erfolgte am 30. März 1988 als Teil von Ö bei Electrola, dem siebten Studioalbum von Grönemeyer (Katalognummer: 7 90070 1). Im August 1988 erschien das Lied als dritte Single aus dem Album. Diese erschien als 7″-Single mit der B-Seite Lesmona (Katalognummer: 14 7383 7), dem Soundtrack des Fernsehfilms Sommer in Lesmona. Darüber hinaus erschien auch eine 12″-Single (Katalognummer: 14 7384 6) und eine CD-Single (Katalognummer: 14 7386 2), die beide um einen Remix zu Fragwürdig erweitert wurden.

## Inhalt
Der Liedtext handelt vom lyrischen Ich, dass seinem Gegenüber voll vertraut und seine Geborgenheit mit den Worten: „Halt mich, nur ein bisschen, bis ich schlafen kann.“ begreiflich machen will.

## Musikvideo
Das Musikvideo zu Halt mich entstand unter der Regie von René Eller. Es zeigt einen Boxkampf und Grönemeyer singend in Anzug und Krawatte im Ring. Bis September 2024 zählte es über 1,4 Millionen Aufrufe auf der Videoplattform YouTube.

## Chartplatzierungen
Halt mich stieg am 3. Oktober 1988 auf Rang 33 der deutschen Singlecharts ein, was zugleich die beste Platzierung bedeutete. Die Single platzierte sich sieben Wochen am Stück in den Charts, letztmals am 14. November 1988. Darüber hinaus erreichte die Single Rang 23 in den Niederlanden sowie Rang 34 in Belgien.
| ChartsChartplatzierungen | Höchstplatzierung | Wochen |
| ------------------------ | ----------------- | ------ |
| Deutschland (GfK)        | 33 (7 Wo.)        | 7      |

## Coverversionen (Auswahl)
- 2000: Karel Gott (Album: Für immer jung)
- 2004: Nina Proll (Album: 12 Songs, nicht die schlechtesten)
- 2009: Adoro (Album: Für immer und dich)
- 2018: Beatrice Egli (Album: Wohlfühlgarantie)[1]